# Eleição papal de 1292–1294

Brasão papal de Sua Santidade o Papa Celestino V

A eleição papal de 1292–1294 foi a reunião de eleição papal realizada após a morte do Papa Nicolau IV. Durou de 5 de abril de 1292 a 5 de julho de 1294 e resultou na eleição do eremita Pietro da Morrone. Esta foi a última eleição papal, antes da consolidação do sistema de conclave para a escolha do Pontífice.
Fontes contemporâneas indicam que Morrone estava relutante em aceitar a sua eleição, quando a decisão dos cardeais chegou na sua ermida na montanha. Seu estilo de vida ascético o deixou pouco preparado para as responsabilidades do dia-a-dia do papado, e rapidamente caiu sob a influência da monarquia napolitana, a insatisfação, e até mesmo dos cardeais Anjou no Colégio. Naquele ano, em 13 de dezembro, Celestino V foi o último papa a abdicar voluntariamente, até o ano de 2013, quando o Papa Bento XVI fez a sua renúncia ao papado.

## Cardeais eleitores
Na eleição iniciaram participando 12 cardeais, mas um dos cardeais faleceu durante a sede vacante.

### Cardeais presentes
| Criado por              | Cardeais | Por Cento |
| ----------------------- | -------- | --------- |
| Papa Urbano IV (UIV)    | 01       | 8,33 %    |
| Papa Nicolau III (NIII) | 03       | 25 %      |
| Papa Martinho IV (MIV)  | 02       | 16,67 %   |
| Papa Honório IV (HIV)   | 02       | 16,67 %   |
| Papa Nicolau IV (NIV)   | 04       | 33,33 %   |
| Total                   | 12       | 100 %     |

1. Latino Malabranca Orsini, O.P., Decano do Colégio Cardinalício (NIII)
2. Gerardo Bianchi (NIII)
3. Giovanni Boccamazza (HIV)
4. Matteo d'Acquasparta, O.F.M., Penitenciário-mór (HIV)
5. Jean Cholet, † falecido em 2 de agosto de 1293[3] (MIV)
6. Benedetto Caetani (futuro Papa Bonifácio VIII) (MIV)
7. Hugues Aycelin de Billom, O.P. (NIV)
8. Pietro Peregrosso (NIV)
9. Matteo Orsini Rosso, protodiácono (UIV)
10. Giacomo Colonna (NIII)
11. Napoleone Orsini Frangipani (NIV)
12. Pietro Colonna (NIV)

## Deliberações
Os 11 eleitores estavam uniformemente divididos entre as facções dos Colonna e os Orsini, duas poderosas famílias romanas, dirigidas por Giacomo Colonna e Matteo Orsini, respectivamente. Os três cardeais Orsini eram pró-franceses e pró-Anjou, enquanto que os dois cardeais Colonna apoiavam as reclamações aragonesas na Sicília. Jaime II de Aragão financiou o partido Colonna com ouro, mas se desconhece se a simonia realmente ocorreu.
Depois de dez dias de votação em Roma, sem que nenhum candidato chegasse aos dois terços dos votos, os cardeais levantaram a sessão até junho e trocaram o local das eleições da Basílica de Santa Maria Maior para Santa Maria sopra Minerva. Depois de uma epidemia de Verão na cidade e a morte do cardeal Cholet em agosto, se dispersaram até o final de setembro. Os cardeais não-romanos foram a Rieti (exceto Caetani que foi a sua terra natal Anagni), enquanto os cardeais romanos permaneceram na cidade. Como continuação à votação do Verão seguinte, a desordem em Roma aumentou de maneira espetacular (inclusive para as normas de uma sede vacante, durante a qual, baseado no exemplo bíblico de Barrabás, todos os presos foram postos em liberdade). As mortes dos recém eleitos senadores romanos Agapito Colonna e Ursus Orsini próximo da Páscoa de 1293 agravou ainda mais a anarquia dentro da cidade, que se caracterizava pela destruição dos palácios, o assassinato dos peregrinos e o saque das igrejas. Após o Verão de 1293, os cardeais dispersos concordaram voltar a reunirem-se em Perúgia em 18 de outubro.
O Colégio cardinalício continuou suas deliberações improdutivamente em Perúgia, onde foram abordados por Carlos II de Nápoles em março de 1294. No verão daquele ano, os cardeais trabalharam para dispersarem-se, deixando só seis em Perúgia para seu encontro final, os que receberam uma carta de um ermitão, Pietro de Morrone, afirmando que Deus revelou que os cardeais seriam castigados se continuassem com a demora. Latino Malabranca Orsini, o decano, imediatamente nomeou Morrone para o papado, que era bem conhecido pelos cardeais como santa figura e rapidamente se chegou a um acordo.
Em 5 de julho de 1294 se chegou a um consenso, quando foi eleito Morrone. Assim como a eleição do Papa Gregório X na Eleição papal de 1268–1271, a eleição de um estranho, não cardeal, neste caso um ermitão "octagenário" foi vista como a única maneira de romper a paralisia entre os cardeais.

## Coroação

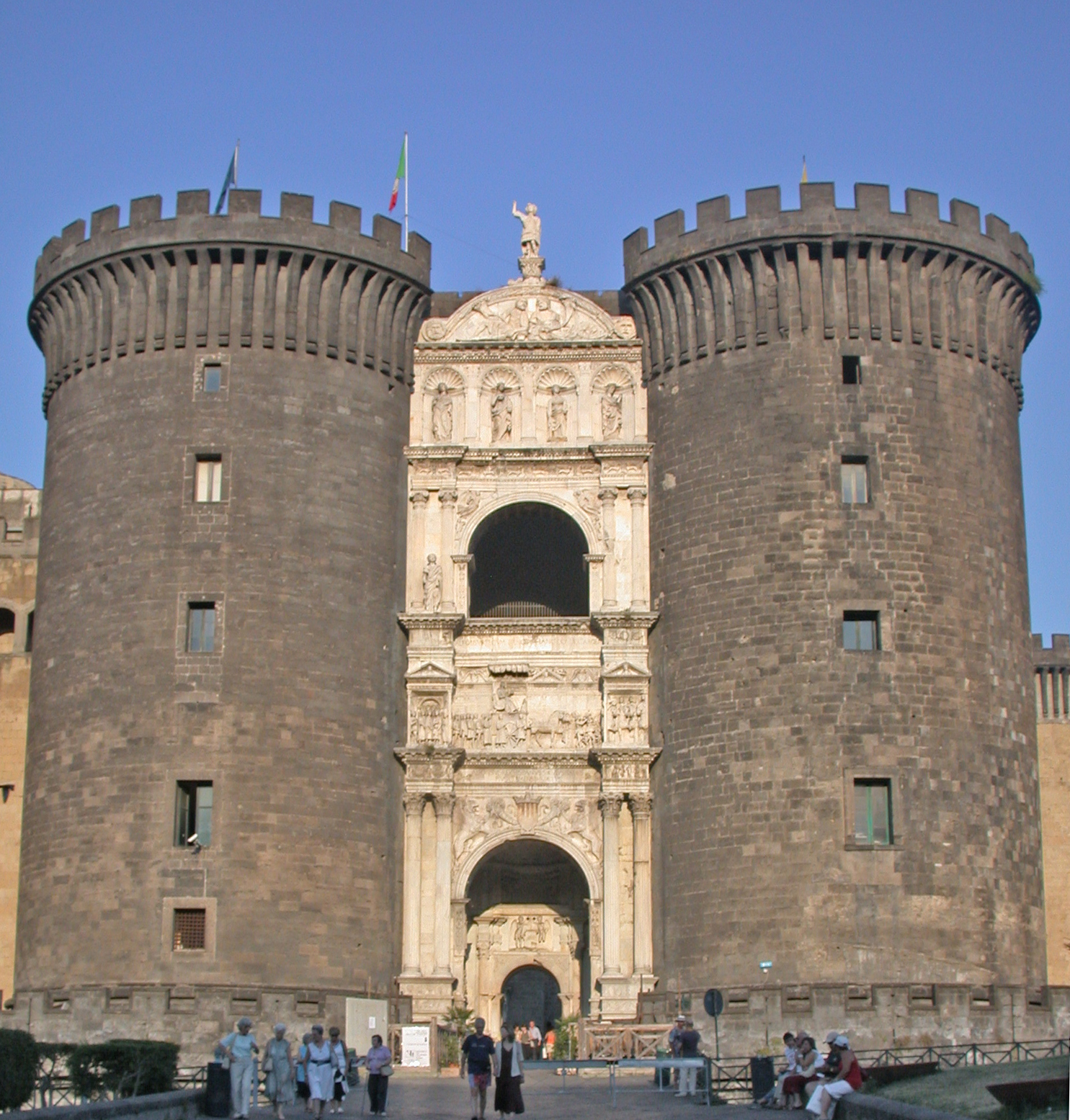
Castel Nuovo, lugar de residência de Celestino V.

Pietro Colonna e três bispos levaram a notícia da eleição de Morrone em sua ermida. Fontes contemporâneas são enfáticas em afirmar que Morrone mostrou relutância em aceitar sua escolha.
Em vez de ir para Perúgia (o local de escolha), Celestino V insistiu que os cardeais fossem encontrá-lo em L'Aquila (em território napolitano) para sua coroação, em vez de cruzar a fronteira com o Estados Pontifícios. Imitando a entrada de Cristo em Jerusalém, Celestino montou um jumento, liderado pela rédea por Carlos II de Nápoles e seu filho Carlos Martel de Anjou-Sicília. Latino Orsini, o decano, morreu em 10 de agosto em Perugia, mas muitos dos outros cardeais mudaram de ideia por causa do grau de controle percebido dos Anjou para o novo papa. Porque apenas três cardeais estavam presentes na cerimônia em 29 de agosto, foi repetido alguns dias depois, quando eles vieram, então o Papa Celestino foi o primeiro e único Papa para ser coroado duas vezes.
A influência dos Anjou e os napolitanos em Celestino foi evidente em seu primeiro consistório, durante o qual criou doze cardeais, entre eles sete franceses e três (ou cinco) napolitanos. Esta foi a primeira vez na história em que um consistório trouxe ao Colégio cardinalício tão decididamente em uma direção nacionalista. Os cardeais que não eram franceses ou Anjou eram membros da antiga ordem de Celestino. Celestino também se mudou para Castel Nuovo em Nápoles, de onde seguiu vivendo como um ermitão até a renúncia, como propuseram-lhe muitos cardeais romanos, como Benedetto Gaetani (que, como um ex-advogado, sugeriu a Celestino a publicação de um decreto que estabelecesse a licitude da abdicação do Papa). Gaetani, eleito Papa Bonifácio VIII no conclave seguinte, procedeu com a sua detenção, morrendo preso em 1296.

## Legado
Antes de abdicar, Celestino V volta a por em prática a Ubi periculum, a constituição apostólica do Papa Gregório X, que será utilizada em todas as eleições papais posteriores em virtude das leis do conclave. Duas eleições papais posteriores podem ser consideradas as possíveis exceções a Ubi periculum, apesar de que se aderiram no possível: o Concílio de Constança, que elegeu o Papa Martinho V para por fim ao Cisma do Ocidente e o conclave papal de 1799-1800, na que o papa anterior Pio VI suspendeu a Ubi periculum devido à interferência de Napoleão I da França.